# Buffalo History Museum
Il Buffalo History Museum, fondato come Buffalo Historical Society e in seguito chiamato Buffalo and Erie County Historical Society, si trova al n. 1 di Museum Court (ex 25 Nottingham Court) a Buffalo, New York, appena a est di Elmwood Avenue e al largo di Nottingham Terrace, a nord della Scajaquada Expressway, nell'angolo nord-ovest di Delaware Park.

## Storia

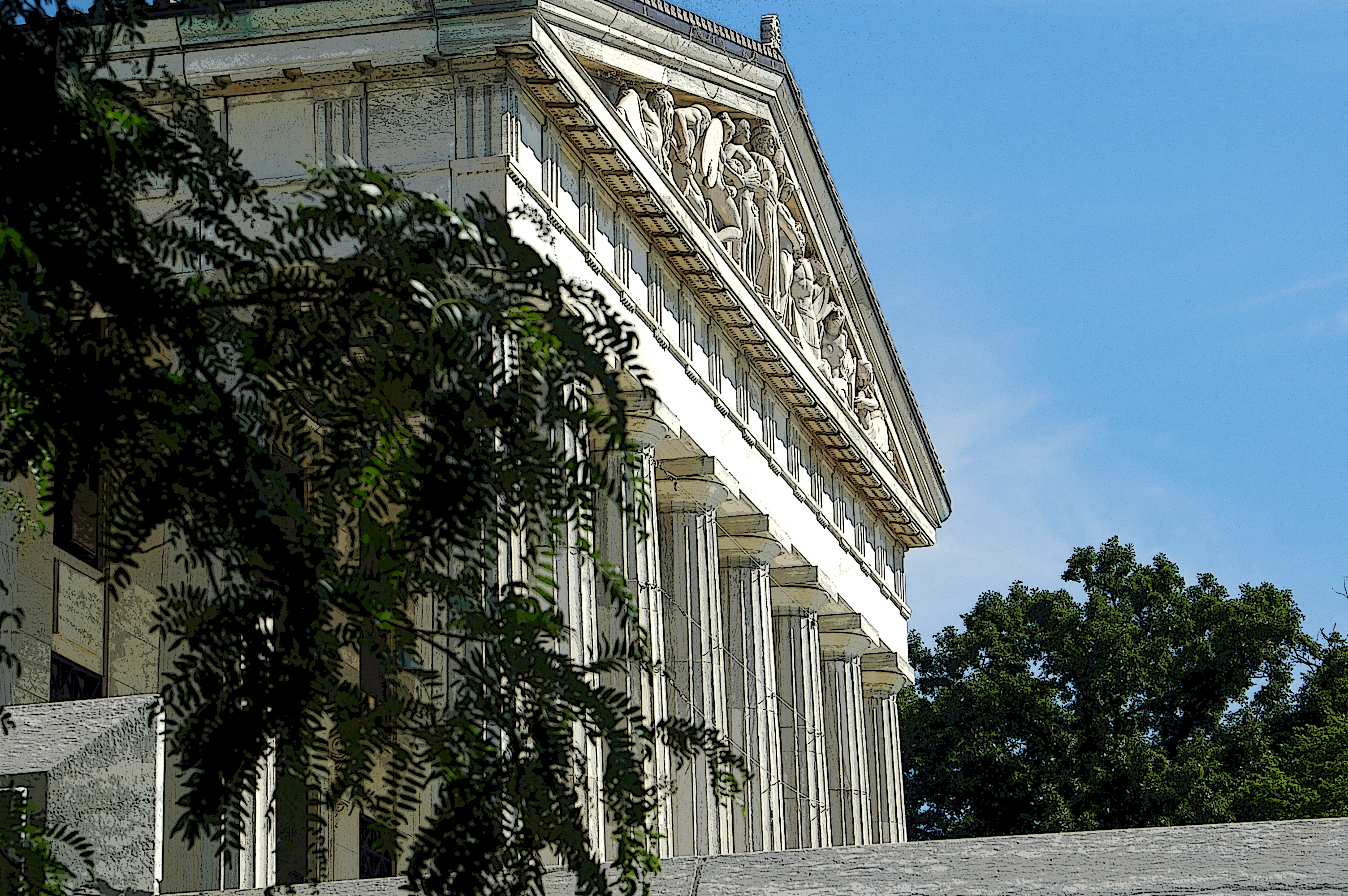
Buffalo History Museum, dettaglio del frontone

L'edificio che ospita il Buffalo History Museum fu costruito nel 1901 come padiglione dello Stato di New York per la Pan-American Exposition di quell'anno ed è l'unica struttura permanente sopravvissuta dell'esposizione. Come previsto, la Buffalo Historical Society si trasferì nell'edificio dopo l'esposizione.
Progettato dall'architetto di Buffalo George Cary (1859-1945), il suo portico sud vuole evocare il Partenone di Atene. L'edificio è stato designato Monumento Storico Nazionale nel 27 febbraio 1987. e aggiunto il 23 aprile 1980.
Fondata nel 1862, il primo presidente della Buffalo Historical Society fu Millard Fillmore. Le sue mostre, i programmi e gli eventi sono frequentati da scolari, famiglie e studenti. Ospita le celebrazioni del Compleanno di Lincoln da oltre un secolo e presenta una statua in bronzo dello scultore Charles H. Niehaus del 1902 sul portico del museo.
Dal 1879 al 1947 la Società ha pubblicato borse di studio pionieristiche sulle persone, gli eventi e la storia della Frontiera americana del Niagara. Molti di questi volumi sono ora online con il testo completo.
Nel 1960 la Buffalo Historical Society cambiò il suo nome in Buffalo and Erie County Historical Society e il 25 ottobre 2012 la Buffalo and Erie County Historical Society annunciò che si sarebbe rinominata The Buffalo History Museum.

## Esposizioni
Tutti e tre i piani dell'edificio offrono mostre, tra cui la Rotary Gallery (con elaborati modellini di treni), la Pioneer Gallery, la Erie County Room, la State Court, la Community Gallery, Native American Gallery, Neighbours e ICONS. Una ricostruzione dell'ufficio di Tim Russert inaugurato nell'ottobre 2014 dopo essere stato installato al Newseum di Washington, D.C.. La pistola usata da Leon F. Czolgosz per sparare al Presidente William McKinley all'Esposizione del Tempio della Musica il 6 settembre 1901.
Nel novembre 2017 il Buffalo History Museum ha aperto la mostra Icons: The Makers and Moments of Buffalo Sports. La nuova mostra esplora la ricca storia sportiva di Buffalo New York e indaga il legame unico tra i tifosi, le amate squadre e gli idoli sportivi della zona. I punti salienti includono la giacca della Hall of Fame di Ralph Wilson, l'unico casco che Scott Norwood abbia mai indossato durante la sua carriera come uno dei Buffalo Bills e una mostra mutevole che attualmente presenta i Buffalo Beauts.

## Biblioteca di ricerca
Di particolare interesse per storici, genealogisti, ricercatori e appassionati di storia domestica sono le collezioni della Biblioteca di ricerca. Le collezioni degne di nota includono:
- Le Carte di Millard Fillmore[9]
- Le Carte di Peter Buell Porter[10]
- Le Carte di Mary Burnett Talbert[11]
- The Larkin Company records and memorabilia[12]
- Dischi e cimeli della La Larkin Company
- La Collezione Pan-American Exposition[13]
- Le Carte di Maris B. Pierce[14]

Tra le risorse aggiuntive si annoverano:
- 100.000 manufatti
- 20.000 libri
- 200.000 fotografie
- 50.000 progetti
- Disegni
- Mappe
- Poster
- Stampe
- Volantini
- 6.500 microfilm di giornali[15]
- Registri di chiese[16]
- Registri di cimiteri[17]
- Censimenti
- Opuscoli
- Ritagli

Inoltre ci sono oggetti simili che documentano le persone, i luoghi, l'architettura, le organizzazioni, le attività commerciali e gli eventi nella regione di frontiera di Buffalo e Niagara. Numerose bibliografie dettagliate su argomenti popolari sono online su WorldCat.
Frank Library Catalog, il crescente catalogo della biblioteca Frank di 25.000 libri e manoscritti, è liberamente consultabile online.

### Cimeli dei matrimoni omosessuali.
Nel 2011, dopo l'approvazione della legge sul matrimonio omosessuale nello Stato di New York, la Research Library divenne la prima biblioteca conosciuta negli Stati Uniti a raccogliere cimeli di nozze di coppie omosessuali legalmente sposate.

## Frontone di Amateis
Le sezioni sinistra, centro e destra del frontone in cima al museo, progettato da Edmond Amateis che comprende figure vestite, semi-nude e nude.

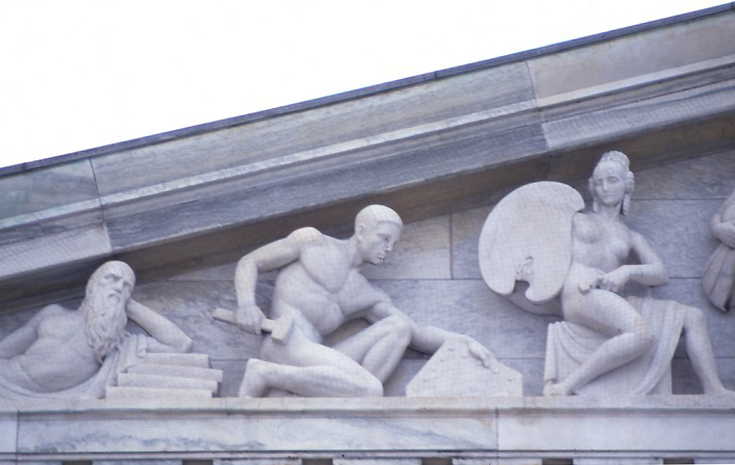
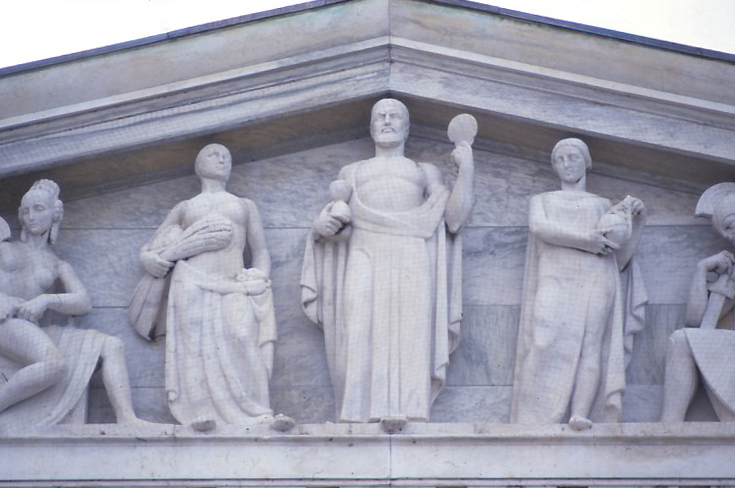
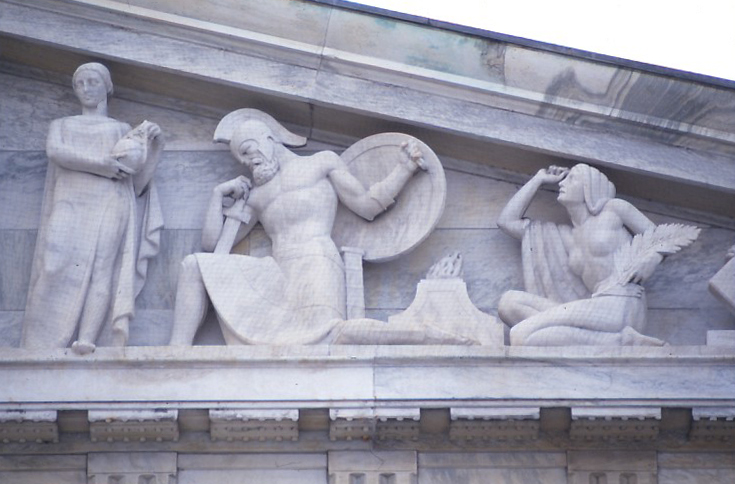